# 루트비히 폰 미제스
루트비히 하인리히 에들러 폰 미제스(독일어: Ludwig Heinrich Edler von Mises, 1881년 9월 29일~1973년 10월 10일)는 오스트리아의 경제학자, 사회학자, 논리학자, 역사학자, 철학자이다.
미제스는 1906년 빈 대학교에서 법학 및 경제학 박사 학위를 받았다. 그는 1909년에 오스트리아 상업회의소의 경제 자문역이 되었다. 1차 대전에 복무한 후, 빈 대학의 경제학 교수가 되었고, 1934년에는 제네바의 국제학 대학원의 국제 관계학 교수가 되었다. 1945년 뉴욕 대학교 객원 교수가 되어 1969년 은퇴할 때까지 머물렀다.
미제스는 1940년에 오스트리아에서 미국으로 이주했다 20세기 중반 이후 자유지상주의 운동은 미제스의 저술에 강한 영향을 받았다. 미제스의 제자 프리드리히 하이에크는 미제스를 전후 시대에 고전적 자유주의 부활의 주요 인물 중 하나로 보았다.
미제스의 개인 세미나는 경제학자들의 선도적인 그룹이었다. 하이에크과 오스카르 모르겐슈테른을 포함한 많은 졸업생들이 오스트리아에서 미국과 영국으로 이주했다. 미제스는 오스트리아에 약 70명의 가까운 학생들이 있는 것으로 묘사되었다.
그는 《화폐 및 신용 이론》(1912), 《사회주의》(1922), 《인간행동론》(1949)과 같은 대작 이외에도 《전능한 정부》(1944), 《관료제》(1944), 《이론과 역사》(1957), 《경제학의 인식론적 문제》(1960), 《경제학의 궁극적 기초》(1962)와 같은 수많은 저서를 통하여 다방면에 걸쳐 창의적인 업적을 남겼다. 미제스는 한 명의 노벨상 수상자(F. A. 하이에크), 두 명의 미국 경제학회 회장(고트프리트 하벌러와 프리츠 매클럽), 국제적으로 명성 있는 많은 경제학자들(오스카 모르겐슈테른, 머리 로스바드, 이스라엘 커즈너 등)을 제자로 배출했다. 이러한 오스트리아 학파의 학자들이 미제스의 사상을 계승·발전시키고 있다.
부인 마르기트 폰 미제스는 《루트비히 폰 미제스와 함께한 세월》에서 미제스에 대해 이야기했다.

## 생애
미제스는 오스트리아-헝가리 갈리치아의 렘베르그 시에서 유대인 부모에게서 태어났다. 12세 때 미제스는 유창한 독일어, 러시아어, 폴란드어 및 프랑스어를 구사하고 라틴어를 읽고 우크라이나어를 이해할 수 있었다. 미제스에게는 남동생인 리하르트 폰 미제스가 있었는데, 그는 수학자이자 빈 학파의 회원이자 확률 이론가가 되었다.
1904년부터 1914년까지 미제스는 오스트리아 경제학자 오이겐 폰 뵘바베르크의 강의에 참석했다. 그는 1906년 2월에 졸업하고 오스트리아 재무행정에서 공무원으로 경력을 시작했다.
미제스는 오스트리아 상공회의소의 수석 경제학자였으며 오스트리아의 총리인 엥겔베르트 돌푸스의 경제 고문이었다. 나중에 미제스는 오토 폰 합스부르크의 경제 고문이었다. 1934년에 미제스는 오스트리아를 떠나 스위스 제네바로 가서 1940년까지 국제 연구 대학원에서 교수로 재직했다.
1940년에 미제스와 그의 아내는 독일의 유럽 진출을 피해 미국 뉴욕으로 이주했다. :xi그는 록펠러 재단의 보조금으로 미국에 왔다. 미국으로 도피한 다른 많은 고전적 자유주의 학자들처럼 그는 미국 대학에서 자리를 얻기 위해 윌리엄 볼커 기금 의 지원을 받았다. 미제스는 뉴욕 대학의 객원 교수가 되었고 1945년부터 1969년 은퇴할 때까지 이 직책을 맡았지만 대학에서 봉급을 받지는 못했다.

## 경제학 분야에서의 기여
미제스는 고전적 자유주의를 옹호하여 광범위하게 글을 쓰고 강의했다. 《인간행동론》에서 미제스는 인간행동학을 사회과학의 일반적인 개념적 기초로 채택하고 경제학에 대한 방법론적 접근을 제시했다.
1920년에 미제스는 계획 경제와 가격 메커니즘의 포기에 기초한 사회주의에 대한 비판으로서 경제 계산 문제를 도입했다. 미제스는 자본주의 하에서 가격 체계의 본질을 설명하고 개인의 주관적 가치가 사회에서 자원의 합리적 배분에 필요한 객관적 정보로 변환되는 방식을 설명한다. 미제스는 사회주의 경제의 가격 체계는 공공 기관이 모든 생산 수단을 소유하는 경우 자본재에 대한 합리적인 가격을 얻을 수 없기 때문에 필연적으로 결함이 있다고 주장했다. 최종 상품과 달리. 따라서 가격이 책정되지 않았기 때문에 중앙 계획 담당자가 사용 가능한 자원을 효율적으로 할당하는 방법을 모르기 때문에 시스템은 필연적으로 비합리적이다. 그는 사회주의 국가에서 합리적인 경제 활동은 불가능하다고 썼다.

## 저술 목록
대표적 자유주의 이론가로 다수의 저서가 번역되었다.
- 화폐와 신용의 이론 The Theory of Money and Credit (1912, enlarged US edition 1953)
- 사회주의 Socialism: An Economic and Sociological Analysis (1922, 1932, 1951)
- 자유주의 Liberalismus (1927, 1962)
- 경제학의 인식론적 문제들 Epistemological Problems of Economics (1933, 1960)
- 개입주의 : 경제적 분석  Interventionism: An Economic Analysis (1941, 1998)
- 관료제 Bureaucracy (1944, 1962)
- 인간행동론 Human Action: A Treatise on Economics (1949, 1963, 1966, 1996)
- 자유를 위한 계획 Planning for Freedom (1952, enlarged editions in 1962, 1974, and 1980)
- 자본주의 정신과 반자본주의 심리The Anti-Capitalistic Mentality (1956)
- 과학이론과 역사학 Theory and History: An Interpretation of Social and Economic Evolution (1957)
- 경제과학의 궁극적 기초 The Ultimate Foundation of Economic Science (1962)
- 오스트리아학파의 경기변동 이론 The Historical Setting of the Austrian School of Economics (1969)

## 같이 보기
- 머리 로스바드

## 참고 자료
- 본 문서에는 지식을만드는지식에서 CC-BY-SA 3.0으로 배포한 책 소개글 중 "관료제" 의 소개글을 기초로 작성된 내용이 포함되어 있습니다.